# Алфавит Боровкова
Алфави́т Боровко́ва — биографический словарь декабристов и лиц, проходивших по следствию о восстании 14 декабря 1825 года и «злоумышленных» тайных обществах. Составлен правителем дел (секретарём) следственного комитета А. Д. Боровковым в 1826—1827 по заказу Николая I. Полное название — «Алфавит членам бывших тайных злоумышленных обществ и лицам, прикосновенным к делу, произведенному высочайше учрежденною 17-го декабря 1825-го года Следственною Комиссией, составлен 1827-го года».
В «Алфавит» включено 579 реальных и вымышленных персоналий:
- 121 декабрист, осужденный судом
- 57 человек, наказанных во внесудебном порядке
- 290 человек, оправданных следствием, а также «прикосновенные» лица, вовсе не привлекавшиеся к следствию, в том числе высшие государственные чиновники
- Вымышленные имена, упоминавшиеся подследственными

Архивные копии неопубликованного «Алфавита» — один из важнейших источников по делу декабристов. Первое печатное издание «Алфавита» подготовлено к печати Л. Б. Модзалевским и А. А. Сиверсом в 1925 г. На основе «Алфавита» в 1988 был выпущен академический справочник «Декабристы».